# Chuck Jura
Charles Jura, (nacido el 20 de marzo de 1950 en Columbus, Nebraska) es un exjugador de baloncesto estadounidense. Con 2.06 de estatura, su puesto natural en la cancha era el de pívot.

## Trayectoria
- Schuyler High School
- Universidad de Nebraska (1968-1972)
- Pallacanestro Milano (1972-1979)
- Federale Lugano (1979-1980)
- Basket Mestre (1980-1982)
- Sav Bergamo (1982-1983)
- Master V Roma (1984-1985)